# アゾキシベンゼン
アゾキシベンゼン（azoxybenzene）は、化学式C6H5N(O)NC6H5の有機化合物である。黄色の低融点固体。分子中のC2N2O構造は平面である。N–NおよびN–O結合長はほぼ同じ1.23 Åである。

## 調製
ニトロベンゼンの部分還元によって調製することができる。この反応はフェニルヒドロキシルアミンとニトロソベンゼンを介して進行すると提唱されている。
{\displaystyle {\ce {PhNHOH + PhNO -> PhN(O)NPh + H2O}}}